# Margarida Gil
Pour les articles homonymes, voir Gil.
Margarida Gil, née le 7 septembre 1950 à Covilhã (Portugal), est une réalisatrice portugaise.

## Filmographie partielle

### Au cinéma
- 1989 : Relação Fiel e Verdadeira
- 1993 : Rosa Negra
- 1998 : O Anjo da Guarda
- 2004 : Adriana (pt)
- 2012 : Paixão
- 2018 : Mar